# Verbena nana
Verbena nana — вид трав'янистих рослин родини Вербенові (Verbenaceae), поширений у пд. та зх.-цн. Бразилії, пд. Болівії, пн.-сх. Аргентині, Парагваї.

## Опис
Розпростерта трава або трава з дерев'янистою основою, жорстко-залозисто-волосиста, стебла вертикальні чи лежачі, з висхідними квітковими гілками, висотою 20–60 см. Листки на ніжці 8–12 мм, листові пластини 20–40 × 15–20 мм, цілісні, від яйцюватих до трикутних, верхівка гостра, основа урізана, поля зубчасті, короткі жорсткі притиснуті волоски на обох поверхнях.
Суцвіття — щільні багатоквіткові колоски, збільшені в плодоношенні. Квіткові приквітки 3.5–4 мм, вузько яйцюваті з гострою верхівкою, жорстко-залозисто-волосисті. Чашечка довжиною 9.5–10 мм, жорстко-залозисто-волосиста, гострі зубчики 1.5–2 мм. Віночок бузковий або рожевий, 12–15 мм, зовні війчастий або із залозистими волосками.

## Поширення
Поширений у пд. та зх.-цн. Бразилії, пд. Болівії пн.-сх. Аргентині, Парагваї.
Населяє засолені глини, водно-болотні угіддя, луки, прибережні райони.